# Marco Pfyl
Marco Pfyl (* 5. November 1997 in Schwyz) ist ein Schweizer Kunstturner. Er ist Medaillengewinner bei Schweizer Junioren- und Elite-Meisterschaften und hat das Land unter anderem bei den Europaspielen 2019, Europameisterschaften 2019 und 2021 sowie im Juniorenbereich bei der Olympischen Jugend-Sommerspielen 2014 vertreten.

## Karriere
Pfyl wurde in Schwyz im Jahr 1997 geboren und turnt seit seinem sechsten Lebensjahr für den Verein STV Pfäffikon-Freienbach im Kantonal-Schwyzer Turnverband. Er wechselte im Alter von neun Jahren ins Leistungszentrum in Rümlang, wo er auch auf die Sekundarschule ging. Schon als Kind war er im Kunstturnen erfolgreich und konnte so beispielsweise bei Schweizer Junioren-Meisterschaften im Jahr 2009 den Mehrkampf gewinnen und im Jahr 2015 neben mehreren Goldmedaillen an Einzelgeräten im Mehrkampf eine Bronzemedaille erreichen. Nach dem Sieg im Mehrkampf beim internationalen Kunstturnwettkampf Rheintalcup in Widnau im Jahr 2014 mit 81,950 Punkten wurde er ins Kader für die Jugend-Europameisterschaft in Sofia berufen. Dort erreichte er mit dem Team einen 4. Platz und konnte selbst eine Top-10-Platzierung am Boden erreichen. Im selben Jahr vertrat er zudem die Schweiz bei der Olympischen Jugend-Sommerspielen in Nanjing und erreichte dort den 5. Platz im Final am Barren. Er trat für die Schweizer Junioren-Nationalmannschaft zudem bei mehreren Länderkämpfen und internationalen Wettkämpfen an und konnte dort mit dem Team und im Mehrkampf Podestplatzierungen erreichen.
Seit dem Jahr 2015 tritt er bei den Elite-Schweizermeisterschaften an, wechselte im Folgejahr schliesslich zu den Senioren und ist seit Januar 2017 auch Teil des Nationalkaders des Schweizerischen Turnverbandes. Bei den Elite-Schweizermeisterschaften konnte er mehrmals Top-10-Platzierungen erreichen, darunter eine Bronzemedaille an einem seiner Spezialgeräte, dem Reck, im Jahr 2017. Bei den Schweizer Mannschaftsmeisterschaften belegte er häufiger mit seinem Team einen Podestplatz. Zudem nahm er mehrmals am Eidgenössischen Turnfest teil. Er trat für die Schweizer Nationalmannschaft bei mehreren Turn-Weltcups und Turn-Europameisterschaften an. Im Jahr 2018 konnte er sich beim World Challenge Cup in Koper für ein Final am Reck qualifizieren (8. Platz) und vertrat die Schweiz bei den Europaspielen 2019 in Minsk, wo er sich für den Mehrkampffinal qualifizieren konnte. Im selben Jahr bei den Einzel-Europameisterschaften verfehlte er mit Rang 11 noch eine Top-10-Platzierung, bei den Turn-Europameisterschaften 2021 in Basel konnte er diese an den Geräten Barren und Reck erreichen, an denen er auch einzig angetreten war. Aufgrund der Begrenzung auf zwei Turner pro Nation durfte er jedoch nicht im Gerätefinal antreten. Beim Rheintalcup 2022 qualifizierte er sich zudem für die 31. Welthochschulspiele in Chengdu, China. Ausserhalb des Schweizerischen Turnverbandes trat er in der Deutschen Turnliga im Jahr 2020 für den StTV Singen an. In seiner Karriere hat er Noten von über 82,5 Punkten im Mehrkampf erreicht.
Pfyl wohnt in Pfäffikon SZ sowie zu Trainingszeiten im Schachenmann-Haus des Schweizerischen Nationalverbandes in Magglingen. Er hat an der United School of Sports in Zürich studiert und war Schwyzer Sportler des Jahres 2021.

## Galerie

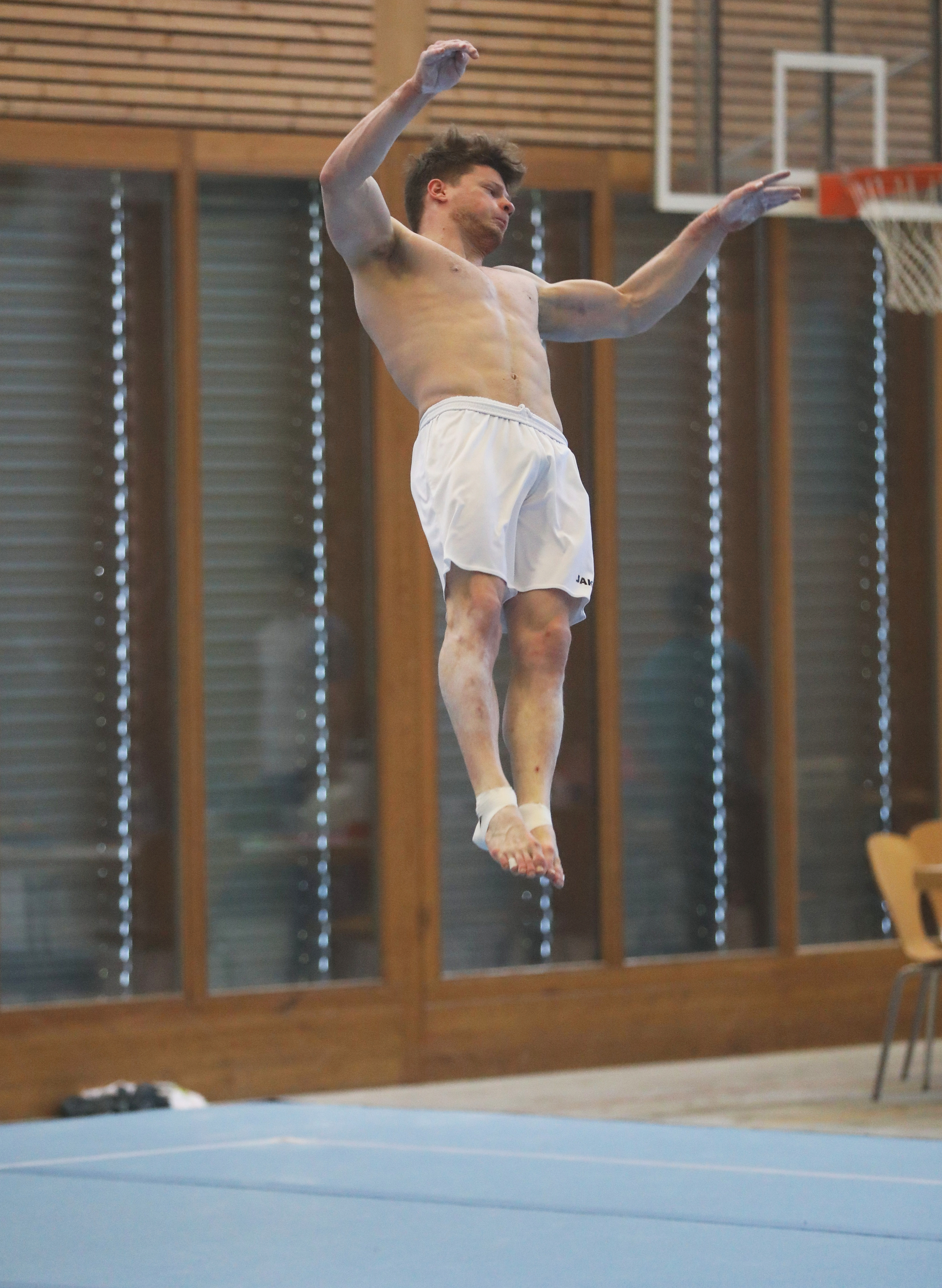
Pfyl am Boden,
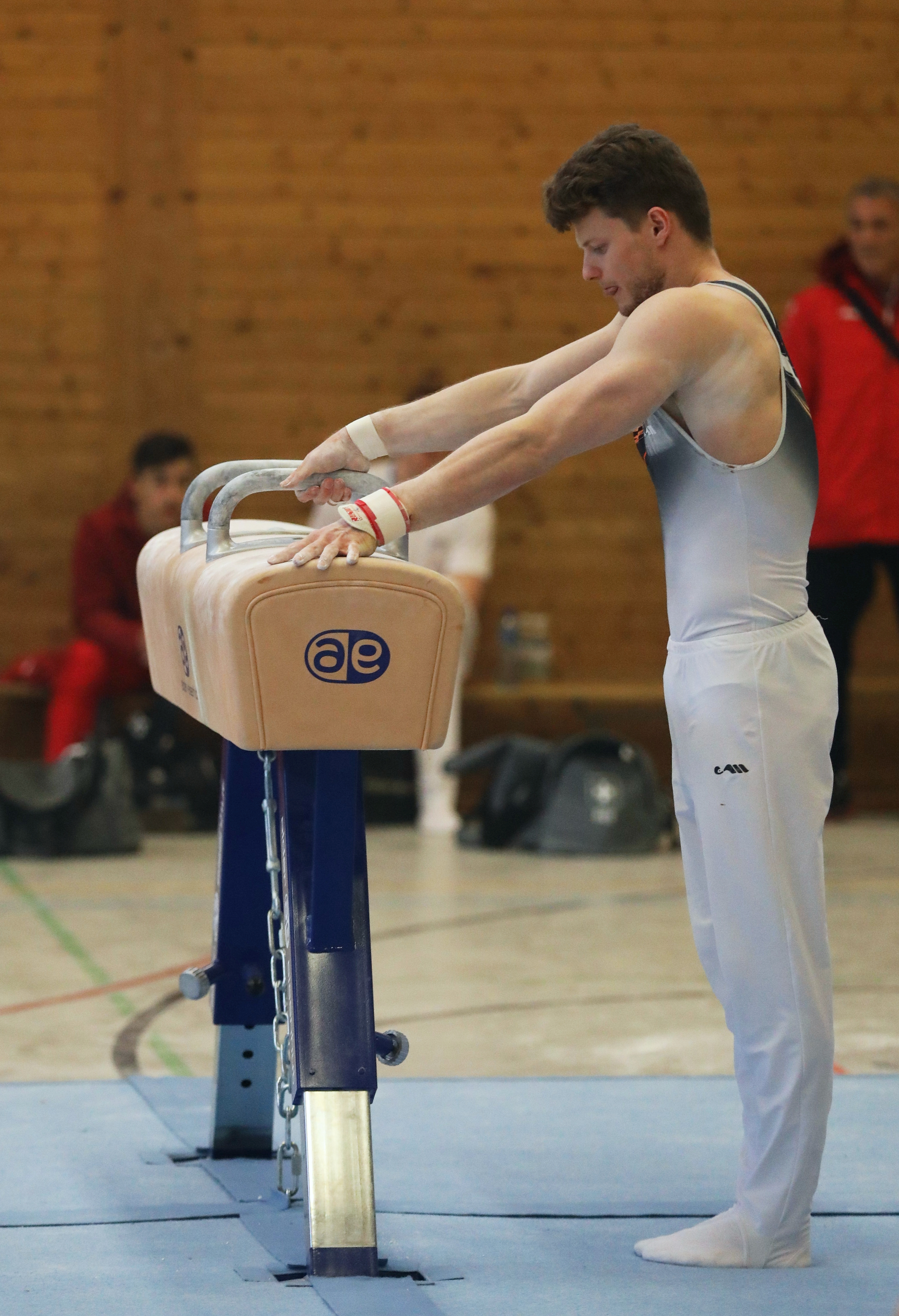
am Pferd,
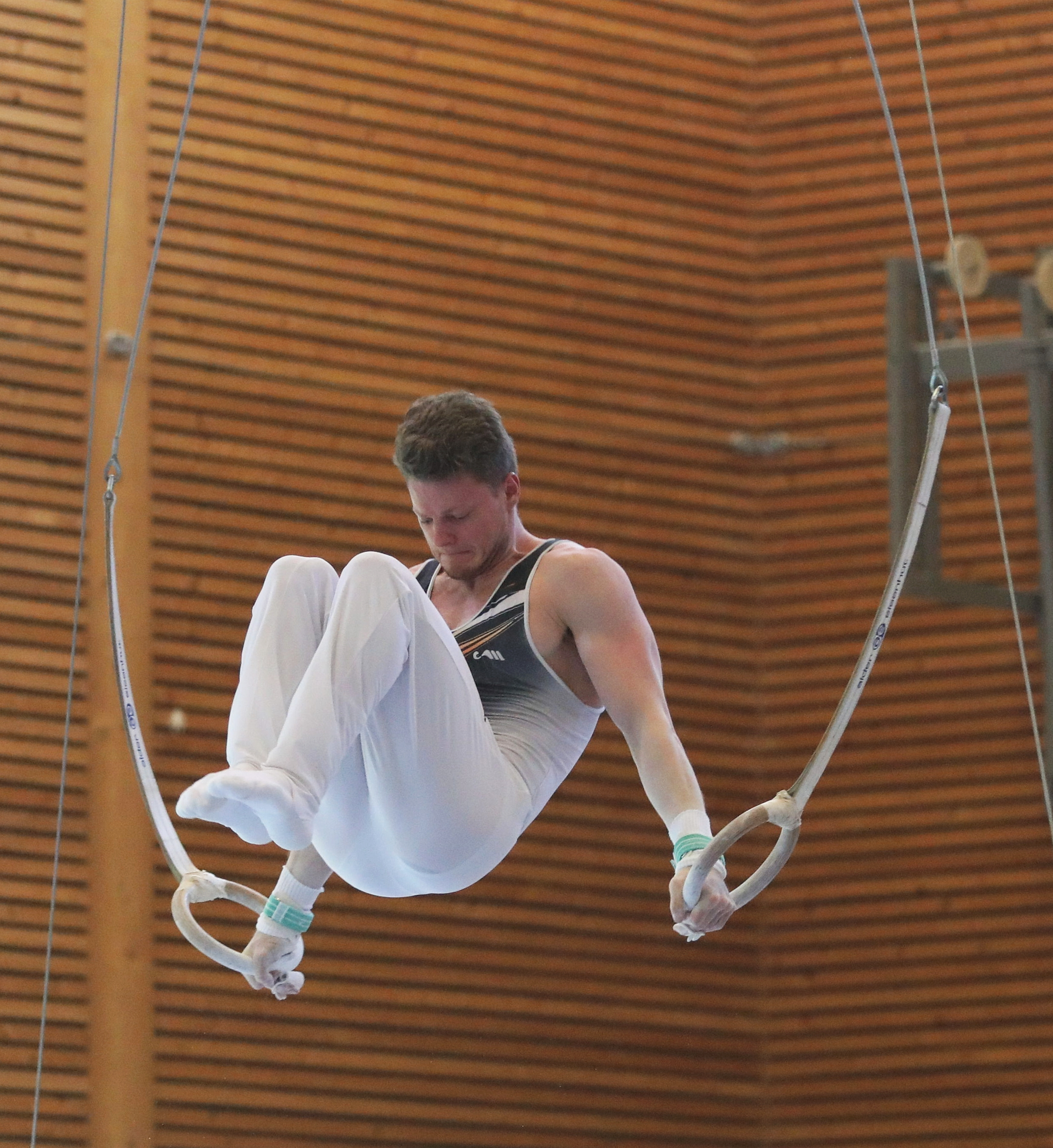
an den Ringen,
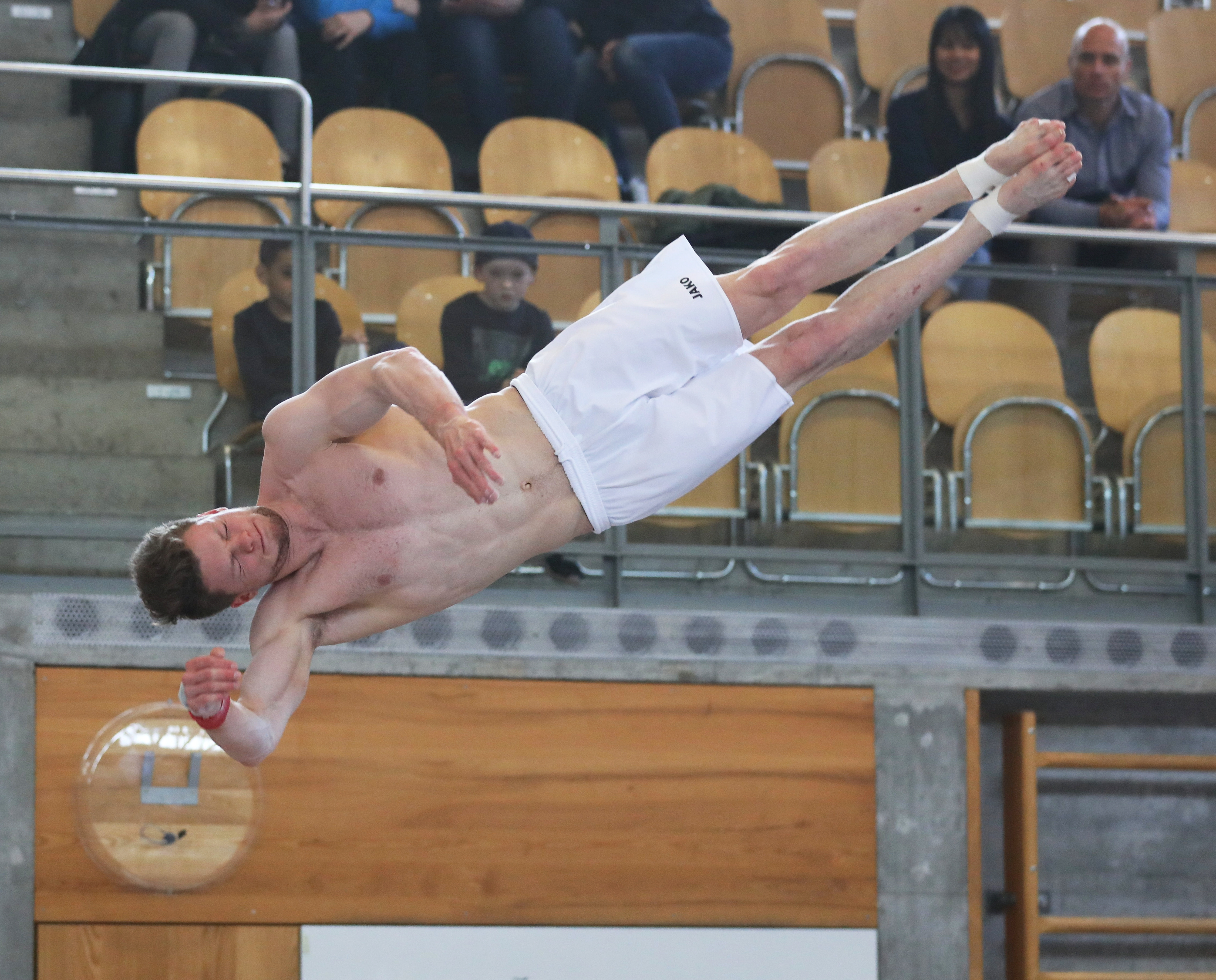
am Sprung,
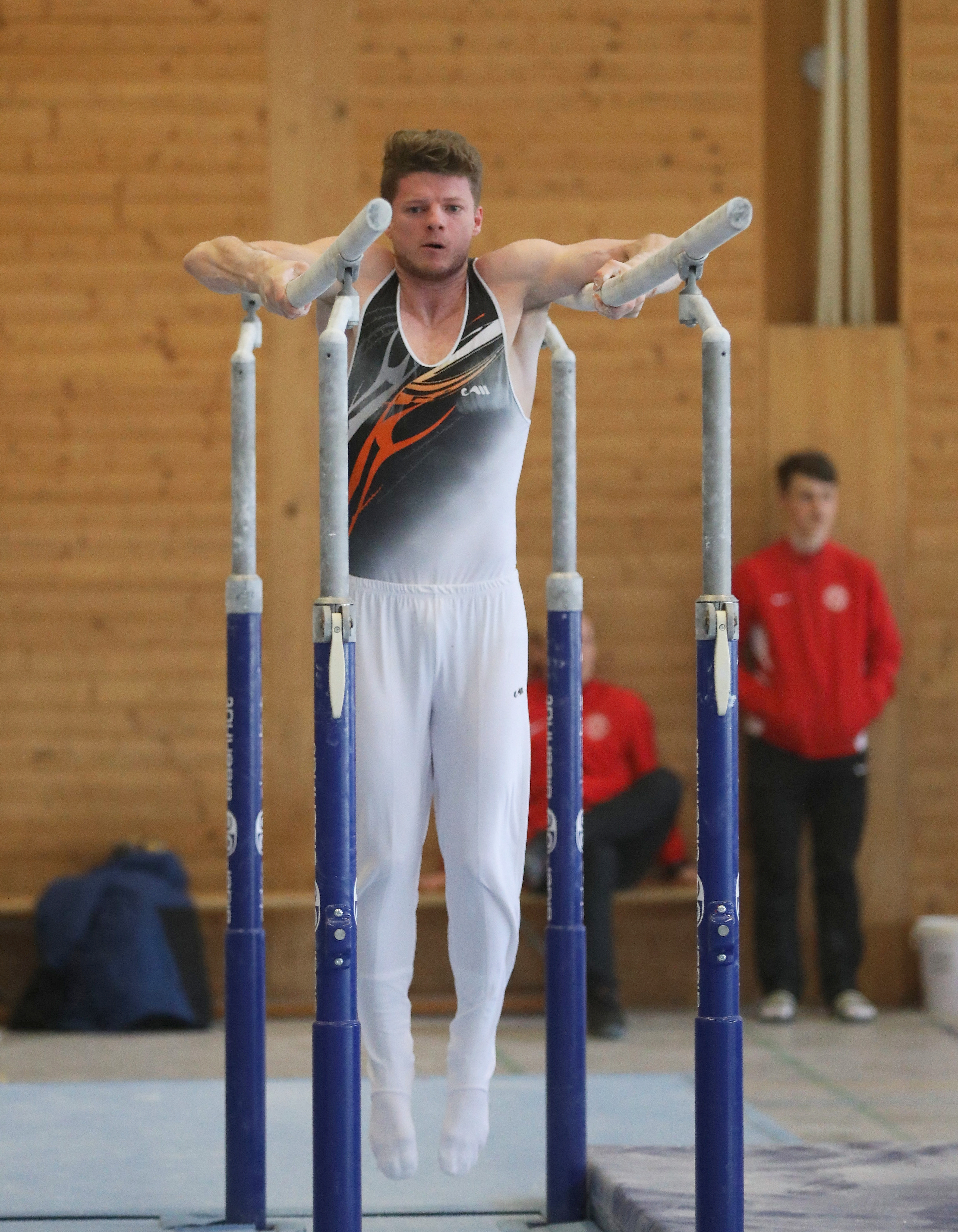
am Barren und
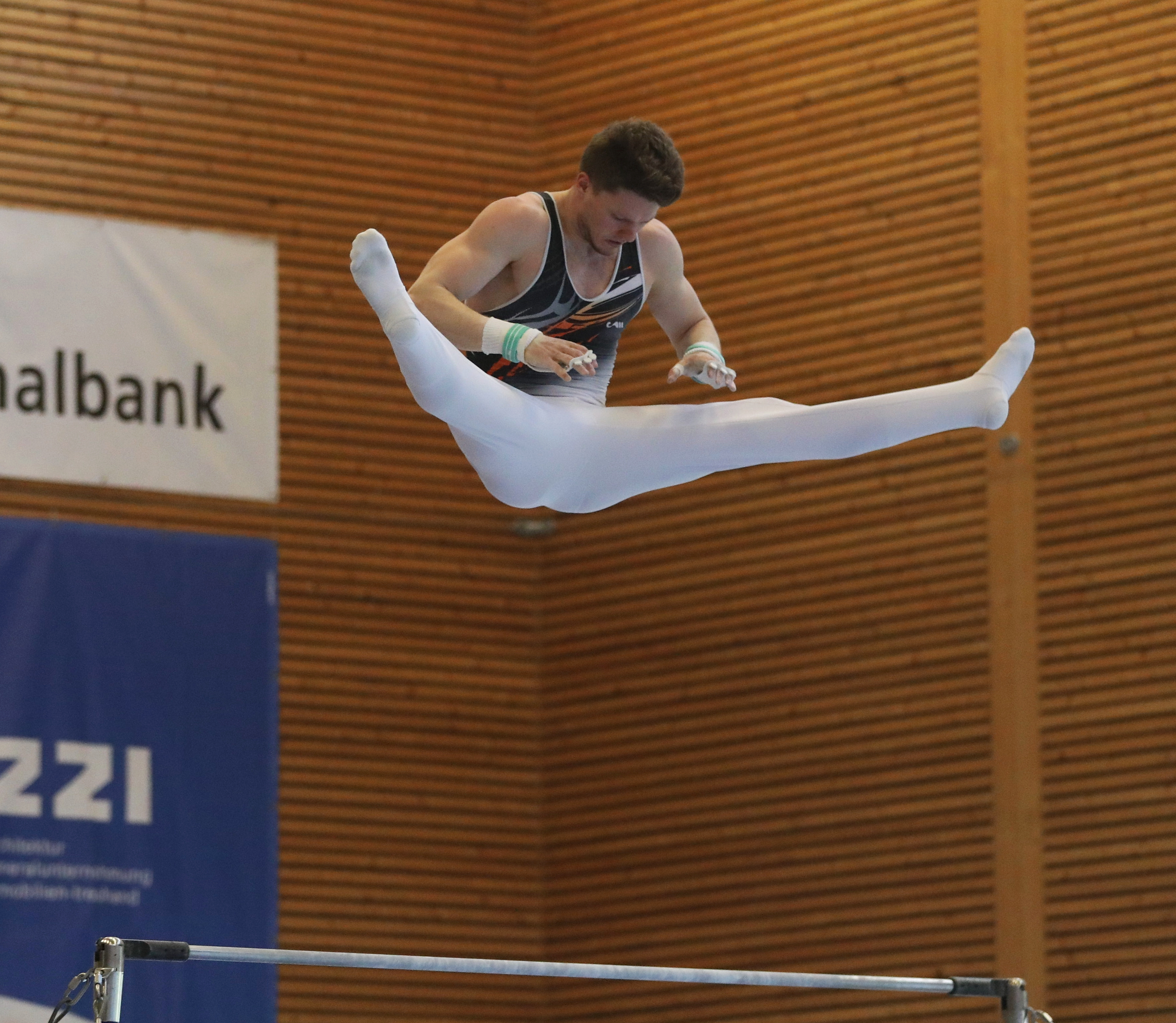
am Reck.